# Kosmos (Schiff)
Das Walfang-Mutterschiff Kosmos war das erste Schiff, das als Walfangfabrikschiff konstruiert wurde. Zuvor waren alle derartigen Schiffe aus dem Umbau vorhandener älterer Schiffe entstanden. Bei Fertigstellung war sie nicht nur das größte Walfangschiff, sondern auch das größte Schiff der norwegischen Handelsflotte und der größte Tanker weltweit. Für das neue Schiff wurden zeitgleich auch sieben neue Fangboote erbaut.
Im Zweiten Weltkrieg wurde die Kosmos im September 1940 durch den deutschen Hilfskreuzer Thor im Mittelatlantik versenkt.

## Baugeschichte
Die Kosmos wurde vom norwegischen Reeder Anders Jahre (1891–1982) im Januar 1928 für die erst im November 1928 neu gegründete Walfanggesellschaft A/S Kosmos bei der Werft Workman, Clark & Co in Belfast bestellt. Im Juli 1929 wurde sie als erstes neugebautes Walfangfabrikschiff ausgeliefert. Das Schiff verfügte über ein Tankvolumen, um das Walöl einer gesamten Fangsaison aufzunehmen. Durch eine Öffnung im Heck konnten die durch die Fangboote gefangenen Wale an Deck gezogen und dann dort verarbeitet werden. An Bord waren alle Maschinen vorhanden, um die gefangenen Wale zu zerlegen und zu verarbeiten.
Das neue Schiff kostete mit sechs Millionen Kronen etwa 50 % mehr als die Umbauten alter Passagierschiffe, wie zum Beispiel der Athenic zur Pelagos, oder Tanker, wie der San Jeronimo zur Southern Empress, war aber für den Einsatz besser optimiert und bis 1936 das größte Fabrikschiff weltweit. Ihr 1932 fertiggestelltes Schwesterschiff Kosmos II war geringfügig kleiner (16.966 BRT). Gleichzeitig erbaute die Werft Smith’s Dock in Middlesbrough unter den Baunummern 861 bis 867 sieben Walfangboote für die Kosmos mit den Namen Kos I bis Kos VII von 248 BRT.
Die 1936 von Unilever in Deutschland bestellte Terje Viken übertraf
mit 20.638 BRT die Kosmos und war bis zur Indienststellung der Unitas 1937 das größte Walfabrikschiff der Welt.

## Einsatzgeschichte
In ihrer ersten Saison (1929/30) jagte die Kosmos unter ihrem Kapitän Hans Andresen mit ihren sieben Fangbooten im Südpolarmeer nordöstlich der Balleny-Inseln. Die Jungfernfahrt aus Sandefjord führte vom 10. August 1929 über Curaçao zum Auffüllen der Treibölbunker und den Panamakanal bis zum 8. Oktober nach Wellington (Neuseeland). Am 19. Oktober erreichte die Kosmos erstmals ihre Einsatzgebiet. Als Neuheit hatte die Expedition auch ein Flugzeug zur Suche nach Walen und zur Heranführung der Fangboote an Bord. Es war eine kleine Maschine vom Typ De Havilland DH.80 Puss Moth mit dem Kennzeichen N-42. Das Flugzeug verschwand spurlos während eines Fluges am 26. Dezember 1929 mit dem Piloten Leif Lier (* 1895) und dem Schiffsarzt Ingvald Schreiner als Beobachter. Nach diesem Unfall wurden bis zum Weltkrieg derartige Versuche nicht wiederholt. Von dem tragischen Unfall abgesehen, endete die Saison am 2. März 1930 erfolgreich. Die geschlachteten 1.822 Wale hatten die Produktion von 120.000 Barrel Walöl ermöglicht, die zudem erheblich billiger produziert wurden als auf den anderen norwegischen Schiffen. Am 1. Mai 1930 kehrte das Schiff nach Sandefjord zurück.
Im folgenden Jahr wurde die Fangflotte noch um zwei weitere neue Fangboote Kos VIII und Kos IX verstärkt, die hinter der bereits ins Südmeer ausgelaufenen Kosmos her marschierten, die wieder im Gebiet der Balleny-Inseln die Jagd begann. Diesmal erlegen die Jäger der Kosmos-Expedition 2.431 Wale vor allem vor Wilkesland, nachdem im alten Jagdgebiet weniger Wale angetroffen wurden. Diesmal brachte die Kosmos fast 200.000 Barrel Walöl bester Qualität zurück. Allerdings fiel nach diesen beiden sehr erfolgreichen Wintern die Saison 1931/32 auch für die Kosmos aus, die wie alle norwegischen Fabrikschiffe aufgelegt wurde, da nach der Großen Depression der Ölpreis erheblich gefallen war und man mit den britischen Hauptabnehmern Streit wegen der garantierten Preise hatte.
Für die Saison 1932/33 galten erstmals Quoten. Da man sich Teile der Quote des alten Fabrikschiffes Pontos gesichert hatte, konnte die Kosmos mit ihren acht Fangbooten (Kos II - Kos IX) 180.000 Barrel Öl produzieren. Neben ihr brachte die Jahre-Gruppe auch noch die Mutterschiffe der Gesellschaften A/S Antarctic, A/S Pelagos, die der Gesellschafter Svend Foyn Bruun, Sr. (1883–1956) in die Gruppe eingebracht hatte, und erstmals das im Vorjahr fertiggestellte Schwesterschiff Kosmos II in einer eigenen Gesellschaft mit acht Fangbooten (u. a. Kos I) zum Einsatz. Das neue Schiff produzierte die Rekordmenge von über 220.000 Barrel Walöl.
In den beiden folgenden Wintern war die Kosmos mit sechs bzw. acht ihrer Fangboote im Einsatz. 1935/36 lief sie mit sechs der alten Fangboote (Kos III - Kos VIII) und zwei Booten des Schwesterschiffes (Kos XVII und Kos XVIII) aus und nutzte zum Ende der Fangsaison mit Kos XIII und Kos XVI noch zwei weitere Boote der Kosmos II. Für ihre Walfangboote hatte die Jahre-Gruppe inzwischen in Walvis Bay eine Station aufgebaut, wo sie gewartet werden konnten und nicht mehr den langen Weg zurück in die Heimat laufen mussten.
Neben den Ideen zum Schutz der Wale, die sich noch nicht entscheidend durchsetzten, veränderte sich Mitte der 1930er Jahre die Marktsituation für Walöl. Für die Margarineproduktion wurde Walöl vornehmlich genutzt. Das Deutsche Reich war ein Hauptabnehmer des norwegischen Walöls und betrieb den Aufbau einer eigenen Walfangflotte, wobei der deutsch-britische Unilever-Konzern dies zum Teil unterstützte. Von deutscher Seite bestand Interesse, eines der Kosmos-Schiffe zu erwerben, was letztlich nicht gelang. Ein weiterer Fangkonkurrent entstand in der japanischen Walfangflotte, die bis zum Weltkrieg fünf neue Fabrikschiffe von der Größe der Kosmos-Schiffe in Dienst stellte. Das erste Schiff hatte allerdings die Jahre-Gruppe 1934 mit dem Verkauf der alten Antarctic (9.593 BRT, 1906, ex Opawa) an Japan zur Verfügung gestellt.
Die Saison 1936/37 bestritt die Kosmos, die ihren Titel als weltgrößtes Walfangschiff an die britische Terje Viken verloren hatte, mit neun Fangbooten. Neben den älteren Kos IV, Kos VII, Kos XI, Kos XVII und Kos XVIII wurden mit Kos XIX (305 BRT) und Kos XX (356 BRT) zwei ganz neue Boote eingesetzt. Dazu kamen noch die beiden in Norwegen gebauten Boote Tas II (250 BRT, 1930) und die Gos IV (217 BRT, 1928). Nach dieser Saison gingen beide Kosmos-Fabrikschiffe über den Sommer in den Dienst als normale Tanker auf der Strecke Curaçao/Aruba nach Europa. Zur Fangsaison blieb die Kosmos Tanker und Versorger der von der Jahre-Gruppe eingesetzten Fabrikschiffe. Dies waren neben der Kosmos II mit ihren neun Fangbooten die Pelagos und die formal US-amerikanische Ulysses. Mit Versorgungsgütern, Ersatzteilen und Treibstoff auf der Ausreise musste sie wegen eines Kesselschadens Rio de Janeiro zur Reparatur anlaufen und erreichte verspätet die Walfangflotte. Am 19. Februar 1938 versorgte sie die Ulysses, von der sie dann am 16. März 187 Mann übernahm und nach Norwegen zurückbrachte, die nicht länger auf diesem Schiff arbeiten wollten, auf dem die Tarifverträge der norwegischen Walfang-Gewerkschaft nicht angewandt wurden. Die unter amerikanischer Flagge laufende Ulysses wurde von Anders Jahre genutzt, um ohne Zölle Walöl in die USA zu exportieren und Druck auf seine norwegischen Konkurrenten und die Gewerkschaften auszuüben.
In der folgenden Fangsaison 1938/39 wurde die Kosmos wieder als normales Fabrikschiff mit acht Fangbooten eingesetzt. Auch die nächste Fangsaison 1939/40 begann für die norwegischen Walfänger als Friedenssaison, zumal im ausbrechenden Weltkrieg Norwegen mit Großbritannien und dem Deutschen Reich noch über die Verteilung der Fangergebnisse verhandelte und auch im Februar 1940 eine Einigung erzielte, die die beiden kriegführenden Parteien akzeptieren wollten und Deutschland einen Anteil von 12.360 t Walöl aus dem Saisonergebnis garantierte. Der deutsche Angriff auf Norwegen am 9. April 1940 hob diese Vereinbarung auf, da die Fabrikschiffe alle noch nicht in die Heimat zurückgekehrt waren. Die Kosmos war mit ihren neun Fangbooten zum Ende der Fangsaison nach Walvis Bay zurückgekehrt, hatte zur Zeit des deutschen Angriffs auf Norwegen São Vicente (Kap Verde) verlassen und befand sich auf dem Weg nach Trinidad. Sie erhielt den Befehl Dakar anzulaufen, wo sie bis Juni verblieb, ehe sie nach Walvis Bay zurückging. Im August ergänzte sie in Südafrika ihre Treibstoffvorräte, um das immer noch an Bord befindliche Walöl nach Niederländisch-Westindien zu bringen und dann wieder zum Walfang in Einsatz zu kommen.

## Das Ende derKosmos
Anders als alle anderen norwegischen Fabrikschiffe verblieb die Kosmos mit ihrer Ladung in der südlichen Hemisphäre. Das Schwesterschiff Kosmos II lief nach dem deutschen Angriff auf Norwegen Teneriffa an, um dann nach etwa einer Woche über Gibraltar nach Großbritannien zu laufen. Die auch Dakar anlaufende Pelagos verlegte umgehend nach Halifax. Die anfangs geplante Weiterreise nach Großbritannien wurde allerdings abgebrochen und die Ladung dann in den USA gelöscht. Die Solglimt und die Ole Wegger gingen von Südafrika über Trinidad in die USA, die Vestfold, die Sir James Clark Ross, die Thorshammer und die Suderoy hatten zum Ende der Saison Montevideo aufgesucht und gingen über Brasilien in die USA, ähnlich die N.T. Nielsen Alonso und die Lancing, die nach der Fangsaison gleich nach Rio de Janeiro gegangen waren.
Die Kosmos verließ am 12. September 1940 mit einer Ladung von 106.000 Barrel Walöl Walvis Bay. Am 26. September 1940 wurde sie auf dem Weg nach Curaçao in der Nähe des Äquators vom deutschen Hilfskreuzer Thor gestellt, dessen Bordflugzeug das Fabrikschiff entdeckt hatte. Trotz der wertvollen Ladung ließ der Kommandant das Schiff auf der Position 0° 26′ 0″ S, 32° 1′ 0″ W versenken, da er keine Chance sah, das auffällige Schiff in den deutschen Machtbereich zu verbringen. Die Kosmos war durch lange Liegezeiten seit der Jagdsaison 1939/1940 stark bewachsen und konnte nur geringe Geschwindigkeiten erreichen und verfügte zudem nur über einen geringen Treibölvorrat. Die 79-köpfige Besatzung unter Hans Andresen, der das Schiff während seiner ganzen Dienstzeit kommandiert hatte, wurde an Bord genommen und später an die Rio Grande abgegeben, die etwa 350 Gefangene nach Frankreich verbrachte.